# Pyrene (Stadt)
Pyrene ist eine vom griechischen Geschichtsschreiber Herodot im 5. Jahrhundert v. Chr. erwähnte keltische Stadt, die am Ursprung der Donau gelegen haben soll.

## Erwähnung durch Herodot
Die ältesten Quellenaussagen über Kelten finden wir in den Historien des griechischen Geschichtsschreibers Herodot von Halikarnassos (* 484 v. Chr., † 425 v. Chr.). Er lokalisiert eine Stadt namens Pyrene im Keltenland am Ursprung der Donau. Allerdings bezieht sich Herodot, der sich dort selbst nie aufgehalten hat, wahrscheinlich auf eine noch ältere Quelle, Hekataios von Milet (* 560 v. Chr., † um 485/475 v. Chr.). Weiter reichen die schriftlichen Quellen aber nicht zurück.
Es fließt der Nil nämlich aus Libyen und schneidet Libyen mitten durch; und wie ich jedenfalls vermute – wobei ich von Bekanntem auf Unbekanntes schließe –, kommt er aus den entsprechenden Entfernungen wie der Istros (die Donau). Der Istros entspringt bei den Kelten und der Stadt Pyrene, strömt mitten durch Europa hindurch und teilt es – die Kelten aber sind außerhalb der Säulen des Herakles, Nachbarn der Kynesier, die als letzte von den Völkern Europas gegen Westen wohnen –; es mündet aber der Istros ins Meer, indem er durch ganz Europa in den Pontos Euxeinos fließt, da, wo Istria liegt, eine Kolonie der Milesier. (Herodot II 33).
Beide Griechen lebten, reisten und schrieben in der Zeit vom späten 6. bis in die zweite Hälfte des 5. Jahrhunderts v. Chr.
Hekataios berichtet in seiner Erdbeschreibung von Kelten, die nördlich der Alpen siedelten. Von ihm ist die Bezeichnung „Kelten“ für die Stämme nördlich der Alpen übernommen worden. Man geht davon aus, dass sich die frühen Kelten selbst so nannten und dass der Name wohl „die Kühnen“ bedeutet.

## Bedeutung der Lokalisierung von Pyrene
Der Lokalisierung von Pyrene kommt deshalb eine besondere Bedeutung zu, weil – natürlich immer vorausgesetzt, dass Herodots Angaben richtig sind – der betreffenden Ortschaft der Rang des ältesten schriftlich erwähnten Ortes Deutschlands zukäme. 
Neuerdings wird Pyrene unter dem Eindruck archäologischer Grabungsergebnisse mit der frühkeltischen befestigten Stadt Heuneburg (bei Hundersingen) zusammen mit der auf der Gemarkung von Langenenslingen liegenden Alten Burg  identifiziert. Andere verorten Pyrene in unmittelbarer Nähe des Donauzusammenflusses im heutigen Donaueschinger Teilort Pfohren.